# Filippo Scozzari
Filippo Scòzzari (Bologna, 30 agosto 1946) è un fumettista, illustratore, grafico e scrittore italiano.
Autore sperimentale, fu agli inizi stilisticamente ispirato dalla scena underground americana; molti suoi racconti sono ascrivibili ad una dichiarata volontà di "ricostruire le basi". 

## Biografia
Nato e cresciuto a Bologna, esordì pubblicando storie a fumetti a metà degli anni settanta sulle riviste Re Nudo, Il Mago (con lo pseudonimo impostogli Winslow Leech), alter alter (su cui inizia a pubblicare le storie del Dottor Jack a partire dalla storia Il fantasma delle fonderie) e Il Male.
Nel 1977, assieme ad altri occupò un appartamento in via Clavature, nel centro di Bologna, battezzandolo Traumfabrik (in tedesco "Fabbrica dei sogni"), presto punto di ritrovo per altri amici, artisti (fra cui Andrea Pazienza) e altri avventori, che vi si incontravano per disegnare, ascoltare musica o consumare sostanze stupefacenti; dopo pochi anni si trasferì in un altro appartamento. Sempre nel 1977, insieme agli autori Andrea Pazienza, Tanino Liberatore, Stefano Tamburini e Massimo Mattioli, fondò la rivista Cannibale che con cadenza assai irregolare uscì per otto numeri.
Dal 1978 entrò nella redazione del settimanale satirico romano Il Male, sulle cui pagine fece nascere il personaggio di Suor Dentona.
Nel 1980, col medesimo gruppo di Cannibale, al quale si era aggiunto il giornalista napoletano Vincenzo Sparagna, partecipò alla fondazione del mensile Frigidaire per il quale creò vignette, scrisse testi, disegnò copertine e illustrazioni; poi traduzioni, articoli, foto e decine di storie a fumetti, alcune delle quali raccolte in albi: Dottor Jack, La Dalia Azzurra Il mar delle blatte;, Primo Carnera, Altri Cieli, Fango e Ossigeno, Suor Dentona e altre battaglie, Donne. La Dalia Azzurra, tratta da una sceneggiatura cinematografica di Raymond Chandler per la Universal, fu pubblicata anche in Francia (prima a puntate sul quotidiano Libération, poi in albo presso Les Humanoïdes Associés), e in Brasile presso la Conrad Editora. La Conrad e la Coniglio Editore dovettero riscansionare le pagine del vecchio albo della Primo Carnera, poiché col tempo le tavole originali si erano irrimediabilmente degradate.
Nella seconda metà degli anni ottanta fu vicedirettore di Frigidaire e direttore esecutivo de Il Lunedì della Repubblica e si occupò di illustrazioni per pubblicità, manifesti cinematografici, copertine di dischi e marchi commerciali.
Nel 1985, col fratello Paolo, fondò a Bologna l'agenzia di pubblicità A.G.O.- Alcuni Giovani Occidentali, per la quale realizzò illustrazioni pubblicitarie per riviste di moda e ditte internazionali di abbigliamento.
Dagli anni novanta, con racconti a fumetti, interventi, recensioni, copertine e illustrazioni, Scòzzari fu ospitato anche fra le pagine del mensile d'erotismo d'autore Blue (Coniglio Editore), chiuso nel 2010 al 200º numero.
Nel 1993 uscì il suo unico testo teatrale, Cuore di Edmondo, tratto dai Racconti Mensili del Cuore di De Amicis, che andò in scena su molte piazze italiane per 52 repliche, sotto la regia di Gigi Dall'Aglio; a stagione e tour conclusi Scòzzari riscrisse il copione, trasformandolo nell'omonimo libro, edito dalla Granata Press di Bologna.
Nel 1996 scrisse l'autobiografico Prima pagare poi ricordare, editore Castelvecchi, che illustra le vite e le avventure dei cinque autori (Tamburini, Pazienza, Mattioli, Liberatore, Scòzzari) che dalla fine degli anni settanta a tutti gli anni ottanta avevano tentato di fornire senso al cosiddetto fumetto italiano. La quarta ristampa uscì agli inizi del 2008 presso la Coniglio Editore.
Nel 2003, presso la Mondo Bizzarro Gallery di Bologna, tenne la mostra Suor Dentona e altri pezzi; nel 2004, ancora presso la Mondo Bizzarro Gallery ma trasferitasi a Roma, tenne la mostra Gli Scòzzari di Scòzzari, notevole ed esaustiva.
La Fandango Libri nel 2017 pubblicò una nuova edizione di Prima pagare poi ricordare, che riordina cronologicamente Memorie dell'Arte Bimba (2008) e Prima pagare poi ricordare (1997). 
Nel 2019 la Coconino Press pubblicò Lassù no, antologia di racconti di fantascienza a fumetti, con postfazione di Michele Mari - edizione ripresentata poi in Francia nel 2021 da Presque Lune col titolo Là-haut non! - e nel 2021 Il Mar delle Blatte, adattamento a fumetti di un racconto di Tommaso Landolfi scritto nel 1939, mai prima raccolto in albo.
Nel 2023 da giugno ad agosto a Piacenza, nei saloni del Palazzo Ricci Oddi, si tenne la retrospettiva SCOZZARI FESTIVAL, con esposizione di una cinquantina di opere.
Nel 2023 da agosto a novembre il CLAP Museum di Pescara, a cura di oscar Glioti organizzò la mostra generale SCOZZARI RIDE ANCORA: nelle sale erano ospitate oltre 250 opere tra illustrazioni, disegni, fumetti, capi d'abbigliamento e dipinti, frutto di quasi un cinquantennio d'attività. Pochi mesi dopo il CLAP editò un mini portfolio della mostra, dodici illustrazioni, anche queste scelte da Oscar Glioti.
Nel corso degli anni ha tenuto mostre personali, presentazioni, conferenze e lectures a Bologna, Roma, Milano, Rimini, Matera, Reggio Emilia, Venezia, Treviso, Putignano Barese, Parma, Casoli, Torino, Arezzo, Ivrea, Napoli, Firenze, Livorno, Vignola e a Verucchio. 
Continua tuttora a postare vignette, interventi e commenti sul social Instagram.

## Premi e riconoscimenti
- 2004, Targa COMICON, Napoli
- 2004, Targa PAF, Treviso Comics, Treviso
- 2022, Targa Romics d'Oro, Romics XXIX edizione, Roma

## Opere
- Primo Carnera, Roma, Primo Carnera Editore, 1982
- La dalia azzurra, tratto da Raymond Chandler, Roma, Primo Carnera Editore, 1982 [Ristampe: Coniglio Editore 2006, Editoriale Cosmo 2017 e come La dalia blu, Coconino Press-Fandango, 2024. ISBN 978-88-7618-1481]
- Dottor Gek, Roma, Primo Carnera Editore, 1983
- Donne (odori, nei, peli e altri fantasmi), Roma, Primo Carnera Editore, 1985
- Fango e ossigeno, Roma, Primo Carnera Editore, 1988
- Suor Dentona e altre battaglie, Roma, Primo Carnera Editore, 1990
- Altri cieli, Roma, Primo Carnera Editore, 1991
- L'Isterico a Metano, romanzo, Milano, Mondadori, 1993. ISBN 8804472685
- Cuore di Edmondo, Bologna, Granata Press, 1994
- XXXX! Racconti porni, antologia di racconti, Roma, Castelvecchi, 1996
- Prima pagare poi ricordare. Da «Cannibale» a «Frigidaire». Storia di un manipolo di ragazzi geniali, Roma, Castelvecchi, 1997 [Ristampato preceduto da Memorie dell'arte bimba in: Prima pagare poi ricordare. Fanciulli pazzi. Tutta La Storia, Roma, Fandango Libri, 2017. ISBN 978-88-6044-499-8]
- Figate, antologia di illustrazioni, edizioni Mare Nero, 1999. ISBN 888-74-9502-5
- Memorie dell'arte bimba, Roma, Coniglio Editore, 2008. ISBN 88-6063-111-4 [Ristampato seguito da Prima pagare poi ricordare. Da «Cannibale» a «Frigidaire». Storia di un manipolo di ragazzi geniali in: Prima pagare poi ricordare. Fanciulli pazzi. Tutta La Storia, Roma, Fandango Libri, 2017. ISBN 978-88-6044-499-8]
- Proverbi afghani, antologia di proverbi illustrati, Genova, Grrrzetic, 2009. ISBN 978-88-96250-00-6
- Filippo Scòzzari e l'Insonnia Occidentale, antologia di racconti, Roma, Coniglio Editore, 2011. ISBN 978-88-6063-219-7
- Suor Dentona l'Integrale, raccolta completa delle gesta di Suor Dentona, Roma, Mompracem Editore, 2012.
- Lassù no, antologia di racconti a fumetti, postfazione di Michele Mari, Roma, Coconino Press-Fandango , 2019. ISBN 978-88-7618-4260
- Il Mar delle Blatte, da un racconto di Tommaso Landolfi, Roma, Coconino Press-Fandango, 2021. ISBN 978-88-7618-559-5
- Una Regina, due Re, antologia di racconti a fumetti, prefazione di Filippo Scòzzari, Roma, Coconino Press-Fandango, 2022. ISBN 978-88-7618-6318 [Edizione Francese: Là-haut,non!, Laurent Lombard, Rennes, Presque Lune, 2022. ISBN 978-29-1789-7805]